# Marktdiagramm

Entstehung des Gleichgewichtspreises, dargestellt im Marktdiagramm

Das Marktdiagramm oder Preis-Mengen-Diagramm ist ein Analyseinstrument der Mikroökonomie. Es veranschaulicht das Zustandekommen eines Marktpreises und einer Marktmenge im Marktgleichgewicht. Entwickelt wurde das Marktdiagramm von Karl Heinrich Rau und Alfred Marshall.

## Konstruktion
In einem kartesischen Koordinatensystem werden auf der Ordinate ({\displaystyle y}-Achse) der Preis (Preisachse) und auf der Abszisse ({\displaystyle x}-Achse) die Menge (Mengenachse) aufgetragen. Im Diagramm selbst finden sich eine Angebotsfunktion (Angebotskurve) und eine Nachfragefunktion (Nachfragekurve), die der angebotenen bzw. nachgefragten Menge entsprechen.
Den Schnittpunkt der Nachfragefunktion mit der Mengenachse nennt man auch Sättigungsmenge, den mit der Preisachse auch Prohibitivpreis.
In dem Punkt, in dem sich die Angebotsfunktion und die Nachfragefunktion schneiden, befindet sich das Marktgleichgewicht; hier lässt sich der durch Angebot und Nachfrage ohne staatliche Regulierung entstandene Marktpreis und analog dazu die Marktmenge ablesen.
Im Marktdiagramm werden, wie in der Volkswirtschaftslehre üblich, die erklärende und die erklärte Achse vertauscht, der Preis bestimmt somit die Menge und nicht etwa umgekehrt (die Menge {\displaystyle x} ist eine Funktion des Preises {\displaystyle y}, d. h. {\displaystyle x(y)}).